# 1930年のメジャーリーグベースボール
以下は、メジャーリーグベースボール（MLB）における1930年のできごとを記す。
1930年4月14日に開幕し10月8日に全日程を終え、ナショナルリーグはセントルイス・カージナルス2年ぶり3度目のリーグ優勝を、アメリカンリーグはフィラデルフィア・アスレチックスが2年連続8度目のリーグ優勝を飾った。
ワールドシリーズはフィラデルフィア・アスレチックスがセントルイス・カージナルスを4勝2敗で制し、2年連続5度目のシリーズ制覇となった。
1929年のメジャーリーグベースボール - 1930年のメジャーリーグベースボール - 1931年のメジャーリーグベースボール

## できごと
ナショナルリーグはセントルイス・カージナルスが20勝投手が不在ながら、投手以外の野手8人が3割以上の打率で、チーム打率.314という猛打でしかも総得点1004で優勝した。前年の覇者シカゴ・カブスは2ゲーム差での2位であった。一方前年のシリーズを制覇したアメリカンリーグのフィラデルフィア・アスレチックスは投の両輪レフティ・グローブ とジョージ・アーンショーが健在で、特にグローブはこの年に最多勝・最優秀防御率・最多奪三振の投手三冠王に輝いた。打ではアル・シモンズ、ミッキー・カクレーン、ジミー・フォックスが活躍し、アル・シモンズが打率.381で首位打者を獲得した。　
ワールドシリーズでは、アスレチックスのグローブが2勝、アーンショーも2勝を上げ、シリーズ2連覇となった。この頃はヤンキースの黄金時代からアスレチックスの黄金時代に移っていた。しかしコニー・マック監督にとっては最後のシリーズ制覇で、この後にアスレチックスがワールドシリーズを優勝するのは42年後の1972年である。
- この年のナショナルリーグの本塁打王ハック・ウィルソンは当時のナショナルリーグ記録となる本塁打56本を記録した。そして打点191も記録し、これはルー・ゲーリッグが1927年に記録した打点175を上回るメジャーリーグ記録であった。1926年（21本）、1927年（30本）、1928年（31本）で3年連続本塁打王となり、前年の1929年は39本打ちながら43本のチャック・クラインに及ばず、しかしこの年1930年の56本で計4度目の本塁打王、打点は2年連続の打点王であった。当時「ナショナルリーグのベーブ・ルース」と呼ばれるほどの人気があったが、これ以後成績は急降下し4年後には引退した。
- ナショナルリーグの首位打者はニューヨーク・ジャイアンツのビル・テリー。打率.401で、これはナショナルリーグの最後の4割打者となった。ビル・テリーはこの2年後にジョン・マグローの後任監督となった。
- 前年の1929年にシカゴ・カブスをリーグ優勝させたジョー・マッカーシー監督は、この年のシーズン終盤に優勝を逃すと、球団はマッカーシーを解任した。一方、アメリカンリーグのニューヨーク・ヤンキースは、前年の1929年のシーズン末にミラー・ハギンス監督が急死した後にボブ・ショーキーを監督に就任させたが、この年3位に終わってオーナーのジェイコブ・ルパートと、GMのエド・バローはわずか1年でショーキーを解任し、1929年にシカゴ・カブスをリーグ優勝させたジョー・マッカーシーに白羽の矢を立てた。マッカーシーはメジャーリーグでの選手経験の無い監督で、当時はタイ・カッブ、トリス・スピーカー、ロジャース・ホーンスビーなど大選手の兼任監督か、引退後の監督就任が多かった。しかしルパートとバローはベーブ・ルースの兼任監督を嫌い、カブスを解任されたばかりのマッカーシーを監督に招くことに決めた。マッカーシーは、翌1931年から1946年までヤンキース監督を務め、16年間でリーグ優勝8回、ワールドシリーズ優勝7回というヤンキース黄金時代を築いていった。

### ジョー・シーウエル
10年前の1920年の8月にクリーブランド・インディアンスのレイ・チャップマン遊撃手が対ヤンキース戦でカール・メイズ投手が投げた球を頭部に受けて昏倒し、翌朝死去した事件があったが、この事件はインディアンスの選手を奮起させて、リーグ優勝とワールドシリーズ制覇につながったとされている。そしてもう一つ忘れてならないのは、亡くなったチャップマンの代わりに窮余の策として当時のトリス・スピーカー監督がマイナーから引き上げた選手がジョー・シーウェルで、スピーカー監督が驚くほど意外にシーウェルは活躍し、そしてそれからレギュラーで10年間インディアンスの遊撃手として出場したことであった。鋭い選球眼を持ちバットコントロールが巧みで、三振の少ない選手であった。1923年に打率.353で打点109をマークしタイトルには届かなかったが、1925年から9年連続で三振が一桁台であり1929年にはフル出場で三振4、そして115試合連続無三振という記録を打ちたてた。1922年から連続試合出場を続け、この1930年の途中1103試合連続出場までいってメジャーリーグ記録（エベレット・スコットの1307試合）に近づいたが惜しくもこの年の途中でヤンキースへトレードされて出番がなく、連続試合記録は途絶えた(この記録は1932年に同じチームになったルー・ゲーリッグに破られた）。
シーウェルはまた空前絶後の記録を持っている。1920年から引退した1933年まで14年間をたった1本のバットで使い切ったことである。ケンタッキー州ルイスビルのヒラーリッチ・ブラッズビー社が製造した「ルイスビル・スラッガー」はメジャーリーガー御用達のバットとして定評があり、シーウェルもこの「ルイスビル・スラッガー」の40オンス・1132グラムの重さのバット(大抵の選手は32オンス・900グラム以上のもの）を14年間折らずに使った。何故折れずに使えたのかとの質問にシーウェルは「正しいスイングと大切な手入れ」とその理由を述べ、バットに押してあるメーカーの焼き印（トレードマーク）のところで球を打たないこと（この部分には傷一つ無かった）、手入れは木目を締めるため牛の骨でこする伝統的なやり方でなく「鶏の骨でこすり、噛みタバコで磨き、それから空きビンでバットを擦ってすべすべにする」作業を毎日慎重に行ったという。14年間の通算打率.312、通算三振はわずか104で、1977年に殿堂入りした。殿堂入りにあたってバットも一緒に展示したいと博物館側が申し入れたが、79歳のジョー・シーウェルは固辞した。「私の腕を博物館に渡せるものか」老シーウェルにとって古びたバットは身体の一部だった。

## 最終成績

### レギュラーシーズン
| 順 | チーム                           | 勝利 | 敗戦 | 勝率 | G差  |
| -- | -------------------------------- | ---- | ---- | ---- | ---- |
| 1  | フィラデルフィア・アスレチックス | 102  | 52   | .662 | --   |
| 2  | ワシントン・セネタース           | 94   | 60   | .610 | 8.0  |
| 3  | ニューヨーク・ヤンキース         | 86   | 68   | .558 | 16.0 |
| 4  | クリーブランド・インディアンス   | 81   | 73   | .526 | 21.0 |
| 5  | デトロイト・タイガース           | 75   | 79   | .487 | 27.0 |
| 6  | セントルイス・ブラウンズ         | 64   | 90   | .416 | 38.0 |
| 7  | シカゴ・ホワイトソックス         | 62   | 92   | .403 | 40.0 |
| 8  | ボストン・レッドソックス         | 52   | 102  | .338 | 50.0 |

| 順 | チーム                       | 勝利 | 敗戦 | 勝率 | G差  |
| -- | ---------------------------- | ---- | ---- | ---- | ---- |
| 1  | セントルイス・カージナルス   | 92   | 62   | .597 | --   |
| 2  | シカゴ・カブス               | 90   | 64   | .584 | 2.0  |
| 3  | ニューヨーク・ジャイアンツ   | 87   | 67   | .565 | 5.0  |
| 4  | ブルックリン・ロビンス       | 86   | 68   | .558 | 6.0  |
| 5  | ピッツバーグ・パイレーツ     | 80   | 74   | .519 | 12.0 |
| 6  | ボストン・ブレーブス         | 70   | 84   | .455 | 22.0 |
| 7  | シンシナティ・レッズ         | 59   | 95   | .383 | 33.0 |
| 8  | フィラデルフィア・フィリーズ | 52   | 102  | .338 | 40.0 |

### ワールドシリーズ
- アスレチックス 4 - 2 カージナルス

| 10/1 – | カージナルス   | 2 | - | 5 |  | アスレチックス |
| 10/2 – | カージナルス   | 1 | - | 6 |  | アスレチックス |
| 10/4 – | アスレチックス | 0 | - | 5 |  | カージナルス   |
| 10/5 – | アスレチックス | 1 | - | 3 |  | カージナルス   |
| 10/6 – | アスレチックス | 2 | - | 0 |  | カージナルス   |
| 10/8 – | カージナルス   | 1 | - | 7 |  | アスレチックス |

## 個人タイトル

### アメリカンリーグ
| 項目   | 選手                       | 記録 |
| ------ | -------------------------- | ---- |
| 打率   | アル・シモンズ (PHA)       | .381 |
| 本塁打 | ベーブ・ルース (NYY)       | 49   |
| 打点   | ルー・ゲーリッグ (NYY)     | 174  |
| 得点   | アル・シモンズ (PHA)       | 152  |
| 安打   | ジョニー・ホダップ (CLE)   | 225  |
| 盗塁   | マーティ・マクマナス (DET) | 23   |

| 項目   | 選手                     | 記録 |
| ------ | ------------------------ | ---- |
| 勝利   | レフティ・グローブ (PHA) | 28   |
| 敗戦   | ミルト・ガストン (BOS)   | 20   |
| 敗戦   | ジャック・ラッセル (BOS) | 20   |
| 防御率 | レフティ・グローブ (PHA) | 2.54 |
| 奪三振 | レフティ・グローブ (PHA) | 209  |
| 投球回 | テッド・ライオンズ (CWS) | 297⅔ |
| セーブ | レフティ・グローブ (PHA) | 9    |

### ナショナルリーグ
| 項目   | 選手                     | 記録 |
| ------ | ------------------------ | ---- |
| 打率   | ビル・テリー (NYG)       | .401 |
| 本塁打 | ハック・ウィルソン (CHC) | 56   |
| 打点   | ハック・ウィルソン (CHC) | 191  |
| 得点   | チャック・クライン (PHI) | 158  |
| 安打   | ビル・テリー (NYG)       | 254  |
| 盗塁   | カイカイ・カイラー (CHC) | 37   |

| 項目   | 選手                   | 記録 |
| ------ | ---------------------- | ---- |
| 勝利   | レイ・クレマー (PIT)   | 20   |
| 勝利   | パット・マローン (CHC) | 20   |
| 敗戦   | ラリー・フレンチ (PIT) | 18   |
| 敗戦   | ベニー・フレイ (CIN)   | 18   |
| 防御率 | ダジー・ヴァンス (BRO) | 2.61 |
| 奪三振 | ビル・ハラハン (STL)   | 177  |
| 投球回 | レイ・クレマー (PIT)   | 276  |
| セーブ | ハイ・ベル (STL)       | 8    |